# Dolina smrti, Čile
Dolina smrti (špansko Valle de la Muerte) je gorata in peščena dolina v Slanem gorovju (Cordillera de la Sal), ki je del puščave Atacama. Nahaja se 2 km zahodno od severnočilskega kraja San Pedro de Atacama.
Tako kot preostanek današnjega Slanega gorovja, je tudi območje Doline smrti prvotno oblivalo jezero. Ob začetku miocena, pred okoli 23 milijoni let, je zaradi tektonskih premikov prej vodoravne plasti usedlin obrnilo navpično.  Vse od takrat je erozija dežja in vetra v soli, sadri in glini izoblikovala današnji relief.
Izvor imena ni povsem pojasnjen. Po eni teoriji naj bi ime dobila po smrtih številnih ljudi, ki so jo poskušali prečkati, kar naj bi potrjevale tudi najdbe človeških in živalskih kosti. Po drugi teoriji je prvotno ime zaradi rdečkaste barve bilo »Marsova dolina« (Valle del Marte) in se postopoma popačilo v Valle de la Muerte.